# おしげりなんし 篭鳥探偵・芙蓉の夜伽噺
『おしげりなんし 篭鳥探偵・芙蓉の夜伽噺』（おしげりなんし ろうちょうたんてい・ふようのよとぎばなし）は、原作：加藤実秋、漫画：丸山朝ヲ、構成：わたり、による日本の漫画作品。スクウェア・エニックス刊『月刊ビッグガンガン』にて、2013年Vol.5から2015年Vol.9まで連載。単行本は全3巻。
江戸時代の吉原を舞台にしたミステリー作品。タイトルにある「おしげりなんし」とは“どうぞお楽しみください”といった意味をもつ、遊郭の使用人が客にかける言葉。

## 登場人物
芙蓉（ふよう）
吉原「開花楼」のナンバーワンの花魁。一方で、謎解き名人としての裏の顔があり、彼女の元に来る客は専ら何かしらの悩みを抱えている人たちである。
きっかけは、最初にとった客のことを気に入らず、床入れを回避するためにその客の悩みを解決してあげたことであり、それが江戸の旦那衆の間で噂となっていった。結果、一度も客と床入れしてこなかったことから、花魁でありながら「おぼこ」である。そのため、張型を見た瞬間取り乱して投げ出すなど、性的な事物に関してうぶである。
幾太郎（いくたろう）
開花楼の奉公人をつとめる少年。実家は日本橋の小物問屋だったが、夜盗に放火され家族バラバラに暮らすことになったという身の上である。
芙蓉に観察力の高さを見込まれ、立場上吉原の外に行けない芙蓉の代わりに、外での捜査を担うようになった。芙蓉の助手的な役回りの人物。
前述の夜盗に襲われた事件の際、直前にキツネの面をした少女を目撃していたが、そのことを誰にも信じてもらえず「嘘つき」扱いされたことで、「嘘」という言葉や「嘘つき」扱いされることにトラウマを抱えている。
浮き葉（うきは）
芙蓉の世話係を務める禿（かむろ）。言葉の節々に「ドンマイ」「バッチグー」「トップシークレット」等、なぜか現代語が混じる。
藤十朗（とうじゅうろう）
吉原の面番所の新入りの同心。背が低く、眼鏡をかけた容姿。仕事の出来が良くなく怒られてばかりいる。
オタク気質であり、その部分では幾太郎とも話があうことも。また、「藤十朗の大江戸☆甘味紀行」なる人気部賂俱（ブログ）をやっているブロガーでもある。
紺蔵（こんぞう）
遊女を専門とする髪結い。その腕前から、多くの遊女の憧れの的でもある。芙蓉とは過去に因縁がある様子。
若梅（わかうめ）
「開花楼」のナンバーツーの花魁で、芙蓉を一方的にライバル視している。その客好みのキャラを演じ分ける計算高い人物。かなりの巨乳。
小鉄（こてつ）
「開花楼」の二階回し。

## 単行本
- 原作：加藤実秋・漫画：丸山朝ヲ 『おしげりなんし 篭鳥探偵・芙蓉の夜伽噺』 スクウェア・エニックス（ビッグガンガンコミックス）、全3巻
  1. 2014年11月25日発売、ISBN 978-4-7575-4481-9
  2. 2014年11月25日発売、ISBN 978-4-7575-4482-6
  3. 2015年10月24日発売、ISBN 978-4-7575-4778-0